# Trofeum Vezina
Trofeum Vezina, ang. Vezina Trophy – nagroda indywidualna w rozgrywkach NHL przyznawana każdego sezonu dla najlepszego bramkarza ligi. Wybierają go dyrektorzy generalni wszystkich zespołów w drodze głosowania. Przyznawana jest w tej formie od 1982 roku. Wcześniej, od 1927 roku, trofeum otrzymywał bramkarz zespołu, który stracił najmniej bramek. 
Trofeum wzięło swoją nazwę od nazwiska Georges Vézina, bramkarza Montreal Canadiens, który w 1925 roku upadł podczas meczu i po przewiezieniu go do szpitala rozpoznano u niego gruźlicę. Gdy zmarł w 1926 roku, właściciele zespołów postanowili uhonorować go, przyznając trofeum jego imienia. 

## Lista nagrodzonych

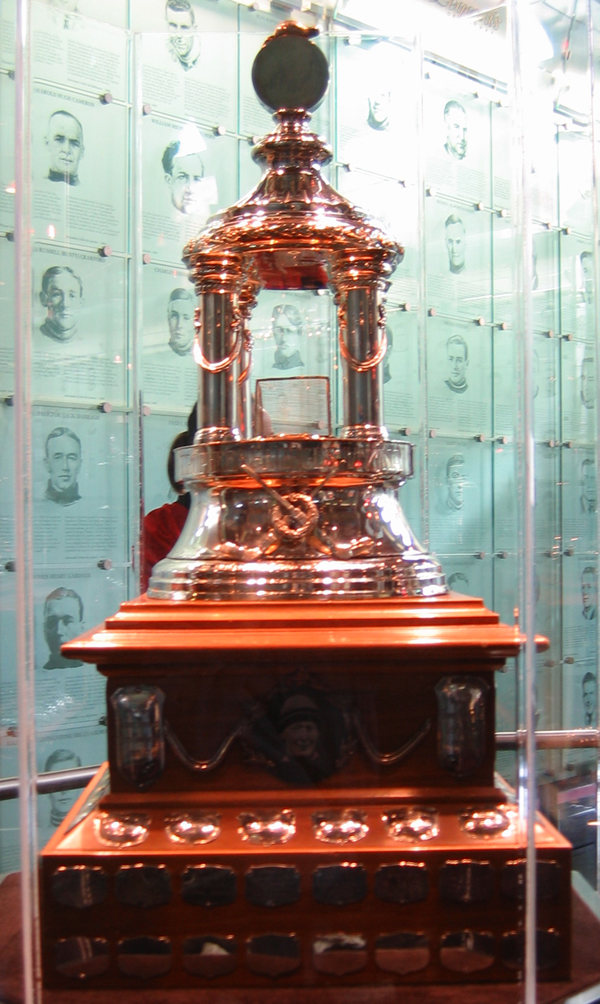
Trofeum Vezina

- 2024 - Connor Hellebuyck, Winnipeg Jets
- 2023 - Linus Ullmark, Boston Bruins
- 2022 - Igor Szestiorkin, New York Rangers
- 2021 - Marc-André Fleury, Vegas Golden Knights
- 2020 - Connor Hellebuyck, Winnipeg Jets
- 2019 - Andrei Vasilevskiy, Tampa Bay Lightning
- 2018 - Pekka Rinne, Nashville Predators
- 2017 - Siergiej Bobrowski, Columbus Blue Jackets
- 2016 - Braden Holtby, Washington Capitals
- 2015 - Carey Price, Montreal Canadiens
- 2014 - Tuukka Rask, Boston Bruins
- 2013 - Siergiej Bobrowski, Columbus Blue Jackets
- 2012 - Henrik Lundqvist, New York Rangers
- 2011 - Tim Thomas, Boston Bruins
- 2010 - Ryan Miller, Buffalo Sabres
- 2009 - Tim Thomas, Boston Bruins
- 2008 - Martin Brodeur, New Jersey Devils
- 2007 - Martin Brodeur, New Jersey Devils
- 2006 - Miikka Kiprusoff, Calgary Flames
- 2005 - Nie przyznano trofeum z powodu lockoutu
- 2004 - Martin Brodeur, New Jersey Devils
- 2003 - Martin Brodeur, New Jersey Devils
- 2002 - José Théodore, Montreal Canadiens
- 2001 - Dominik Hašek, Buffalo Sabres
- 2000 - Olaf Kolzig, Washington Capitals
- 1999 - Dominik Hašek, Buffalo Sabres
- 1998 - Dominik Hašek, Buffalo Sabres
- 1997 - Dominik Hašek, Buffalo Sabres
- 1996 - Jim Carey, Washington Capitals
- 1995 - Dominik Hašek, Buffalo Sabres
- 1994 - Dominik Hašek, Buffalo Sabres
- 1993 - Ed Belfour, Chicago Blackhawks
- 1992 - Patrick Roy, Montreal Canadiens
- 1991 - Ed Belfour, Chicago Blackhawks
- 1990 - Patrick Roy, Montreal Canadiens
- 1989 - Patrick Roy, Montreal Canadiens
- 1988 - Grant Fuhr, Edmonton Oilers
- 1987 - Ron Hextall, Philadelphia Flyers
- 1986 - John Vanbiesbrouck, New York Rangers
- 1985 - Pelle Lindbergh, Philadelphia Flyers
- 1984 - Tom Barrasso, Buffalo Sabres
- 1983 - Pete Peeters, Boston Bruins
- 1982 - Billy Smith, New York Islanders

## Lista nagrodzonych (1927-1982)
- 1981 - Denis Herron, Michel Larocque i Richard Sevigny, Montreal Canadiens
- 1980 - Don Edwards i Bob Sauve, Buffalo Sabres
- 1979 - Ken Dryden i Michel Larocque, Montreal Canadiens
- 1978 - Ken Dryden i Michel Larocque, Montreal Canadiens
- 1977 - Ken Dryden i Michel Larocque, Montreal Canadiens
- 1976 - Ken Drydeni Montreal Canadiens
- 1975 - Bernie Parent, Philadelphia Flyers
- 1974 - Tony Esposito, Chicago Black Hawks i Bernie Parent, Philadelphia Flyers
- 1973 - Ken Dryden, Montreal Canadiens
- 1972 - Tony Esposito i Gary Smith, Chicago Black Hawks
- 1971 - Eddie Giacomin i Gilles Villemure, New York Rangers
- 1970 - Tony Esposito, Chicago Black Hawks
- 1969 - Glenn Hall i Jacques Plante, St. Louis Blues
- 1968 - Rogatien Vachon i Gump Worsley, Montreal Canadiens
- 1967 - Denis DeJordy i Glenn Hall, Chicago Black Hawks
- 1966 - Gump Worsley i Charlie Hodge, Montreal Canadiens
- 1965 - Johnny Bower i Terry Sawchuk, Toronto Maple Leafs
- 1964 - Charlie Hodge, Montreal Canadiens
- 1963 - Glenn Hall, Chicago Black Hawks
- 1962 - Jacques Plante, Montreal Canadiens
- 1961 - Johnny Bower, Toronto Maple Leafs
- 1960 - Jacques Plante, Montreal Canadiens
- 1959 - Jacques Plante, Montreal Canadiens
- 1958 - Jacques Plante, Montreal Canadiens
- 1957 - Jacques Plante, Montreal Canadiens
- 1956 - Jacques Plante, Montreal Canadiens
- 1955 - Terry Sawchuk, Detroit Red Wings
- 1954 - Harry Lumley, Toronto Maple Leafs
- 1953 - Terry Sawchuk, Detroit Red Wings
- 1952 - Terry Sawchuk, Detroit Red Wings
- 1951 - Al Rollins, Toronto Maple Leafs
- 1950 - Bill Durnan, Montreal Canadiens
- 1949 - Bill Durnan, Montreal Canadiens
- 1948 - Turk Broda, Toronto Maple Leafs
- 1947 - Bill Durnan, Montreal Canadiens
- 1946 - Bill Durnan, Montreal Canadiens
- 1945 - Bill Durnan, Montreal Canadiens
- 1944 - Bill Durnan, Montreal Canadiens
- 1943 - Johnny Mowers, Detroit Red Wings
- 1942 - Frank Brimsek, Boston Bruins
- 1941 - Turk Broda, Toronto Maple Leafs
- 1940 - David Kerr, New York Rangers
- 1939 - Frank Brimsek, Boston Bruins
- 1938 - Tiny Thompson, Boston Bruins
- 1937 - Normie Smith, Detroit Red Wings
- 1936 - Tiny Thompson, Boston Bruins
- 1935 - Lorne Chabot, Chicago Black Hawks
- 1934 - Charlie Gardiner, Chicago Black Hawks
- 1933 - Tiny Thompson, Boston Bruins
- 1932 - Charlie Gardiner, Chicago Black Hawks
- 1931 - Roy Worters, New York Americans
- 1930 - Tiny Thompson, Boston Bruins
- 1929 - George Hainsworth, Montreal Canadiens
- 1928 - George Hainsworth, Montreal Canadiens
- 1927 - George Hainsworth, Montreal Canadiens